# 香積院
香積院（こうじゃくいん）は、愛知県名古屋市昭和区川名山町にある曹洞宗の寺院。山号は味岡山（あじおかさん）。

## 沿革
貞享4年（1687年）、久屋町（現在の久屋大通付近）の豪商・味岡次郎九郎が早逝した一人娘の菩提を弔うために現在の寺地を寄付して建立された。当初の寺号は多聞寺と言い、源頼朝が建立したという多聞寺の山門を移築すると共に、その寺号を拝領したものであったが、元禄2年（1689年）に香積院と改めた。
現在も残る総門と山門（丸い入口を持ち、丸門とも龍門とも呼ばれる）は建立当時に移築されたものであるという。
永平寺開祖・道元直筆の一葉観音画像が伝わっており、観音堂にはこれを元として西村公朝が制作した一葉観音像が安置されているほか、西村が監修した天井画も描かれている。また、境内にはシダレザクラの大木があり、開花時期の3月後半頃にはカメラを持って訪れる者も多い。
| 山門 |  | 境内のシダレザクラ |
| 山門 |  | 境内のシダレザクラ |